# G7 del 2022

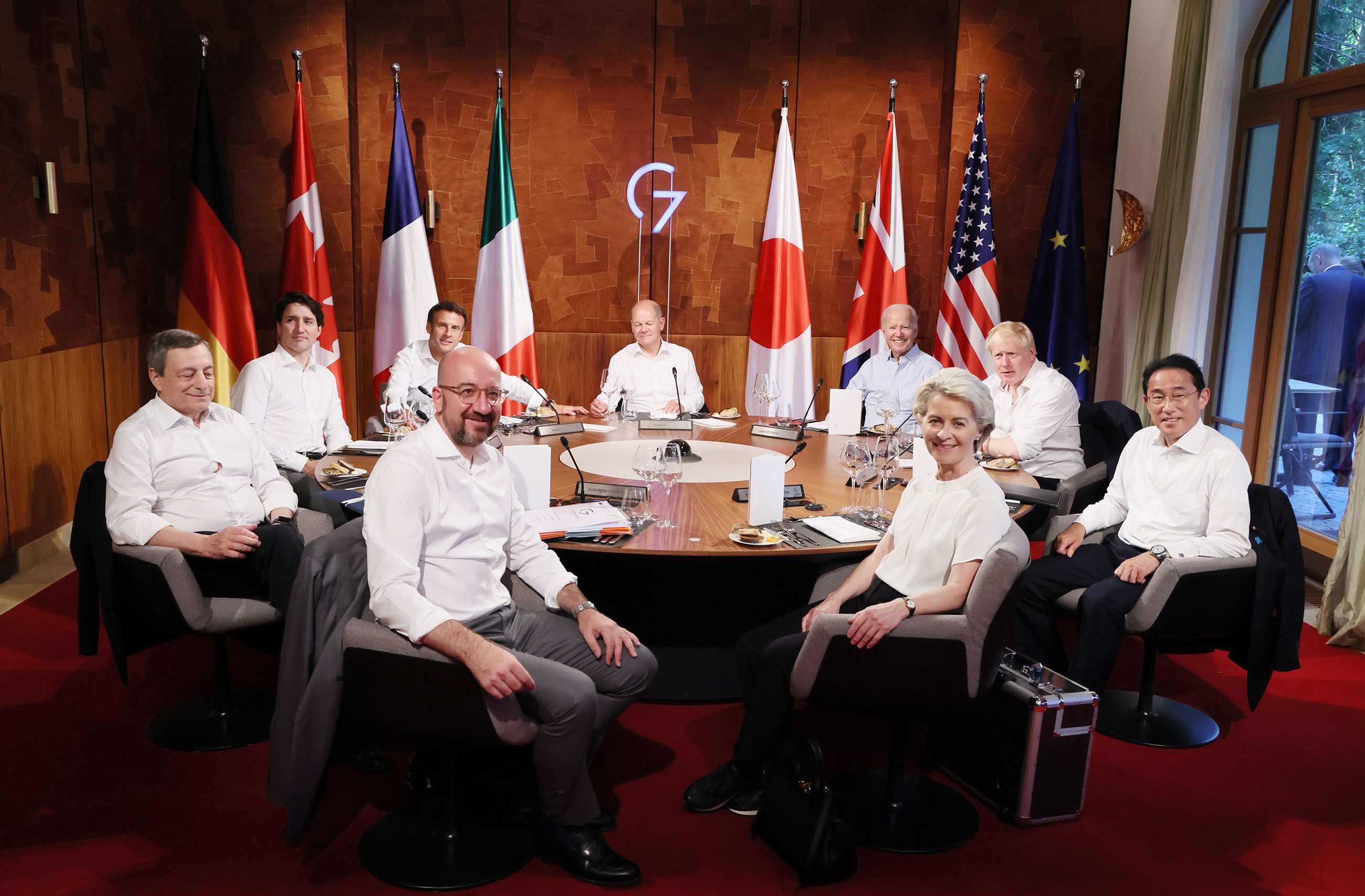
Vertice del G7, 26 giugno 2022

Il 48º vertice del G7 si è svolto in Germania, nel resort Schloss Elmau, comune di Krün, vicino a Garmisch-Partenkirchen in Alta Baviera dal 26 al 28 giugno 2022. La riunione è stata guidata dal Cancelliere tedesco Olaf Scholz.
In occasione della presidenza tedesca del G7 del 2022, il 23 giugno 2022 Deutsche Post ha emesso un francobollo commemorativo del valore nominale di 85 centesimi di euro su bozzetto dell'artista grafico Thomas Serres.
Il tema degli alti prezzi dell'energia e della guerra in Ucraina, "sono stati al centro delle discussioni" del vertice del G7.

## Partecipanti

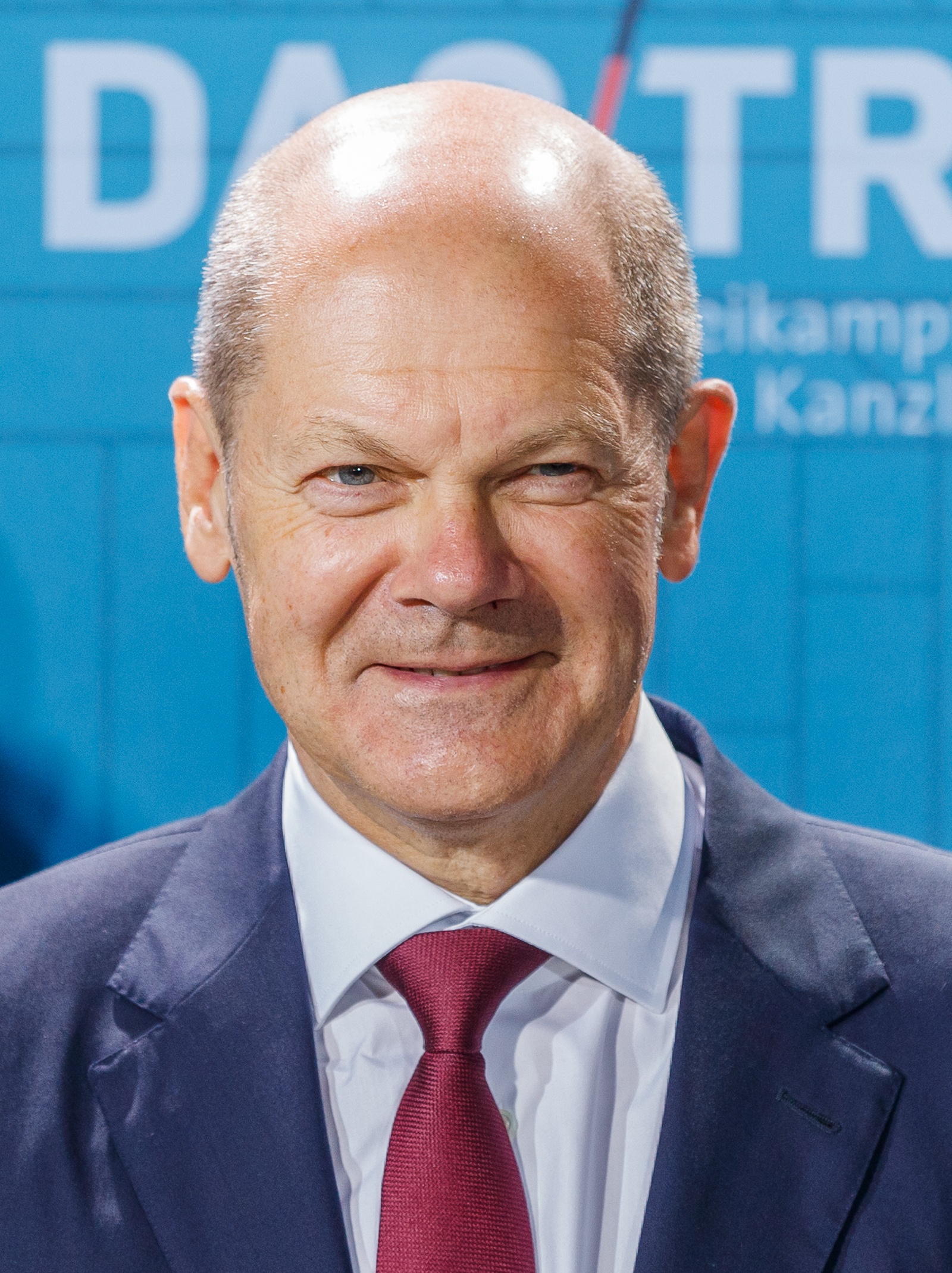
DEU Olaf Scholz, Cancelliere
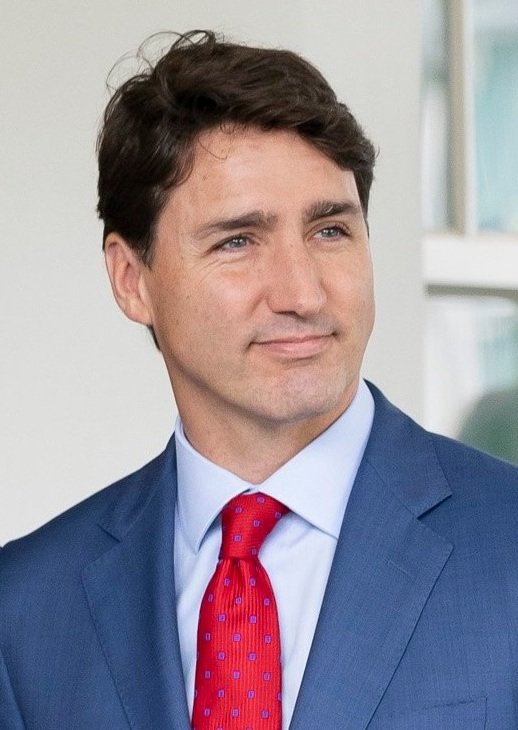
CAN Justin Trudeau, Primo ministro
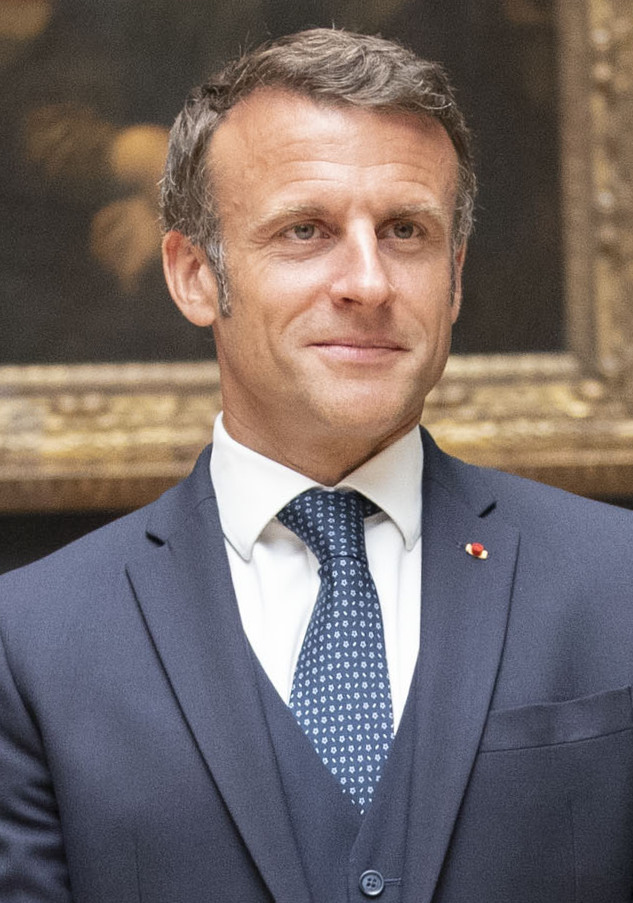
FRA Emmanuel Macron, Presidente
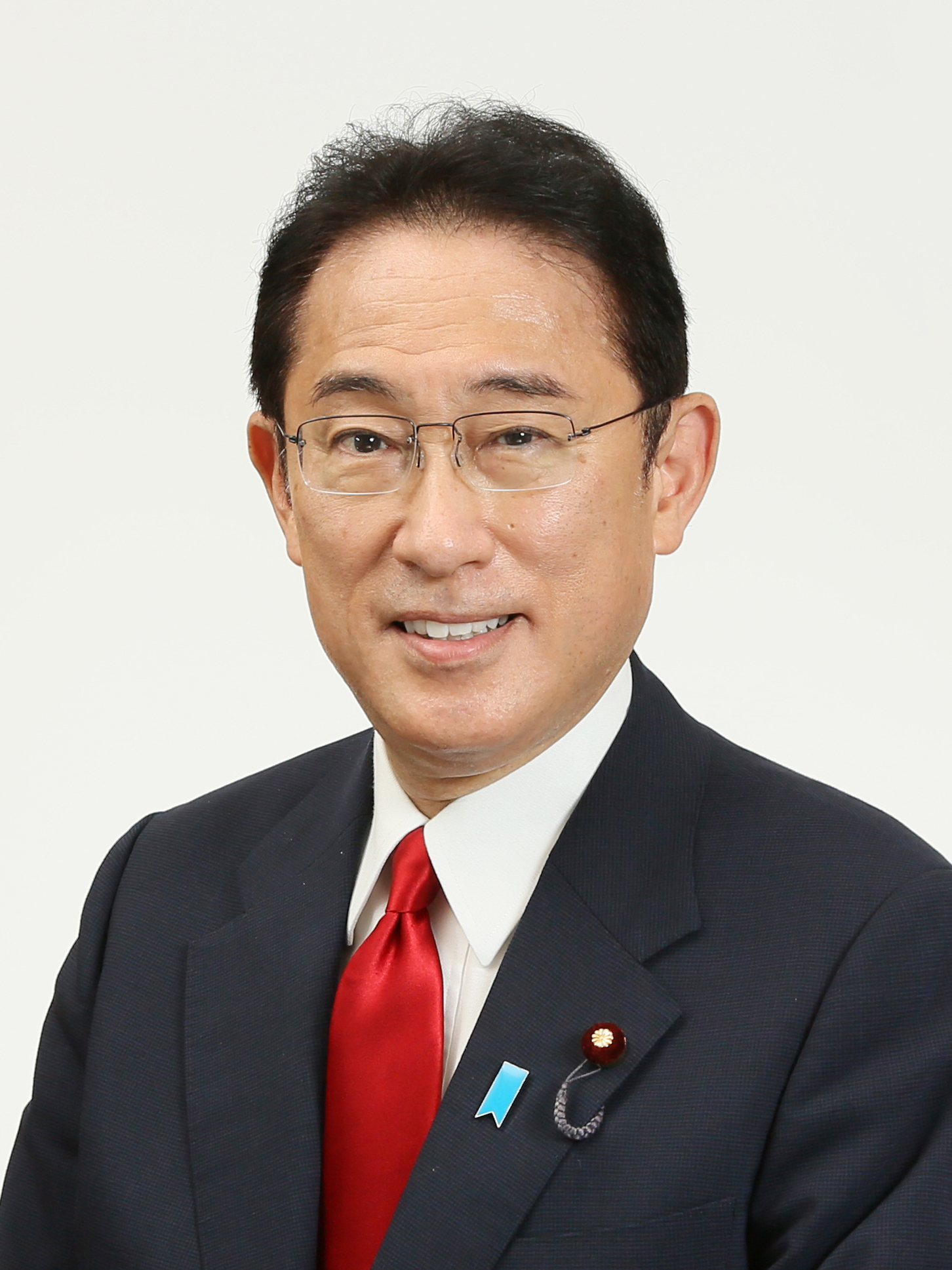
JPN Fumio Kishida, Primo ministro
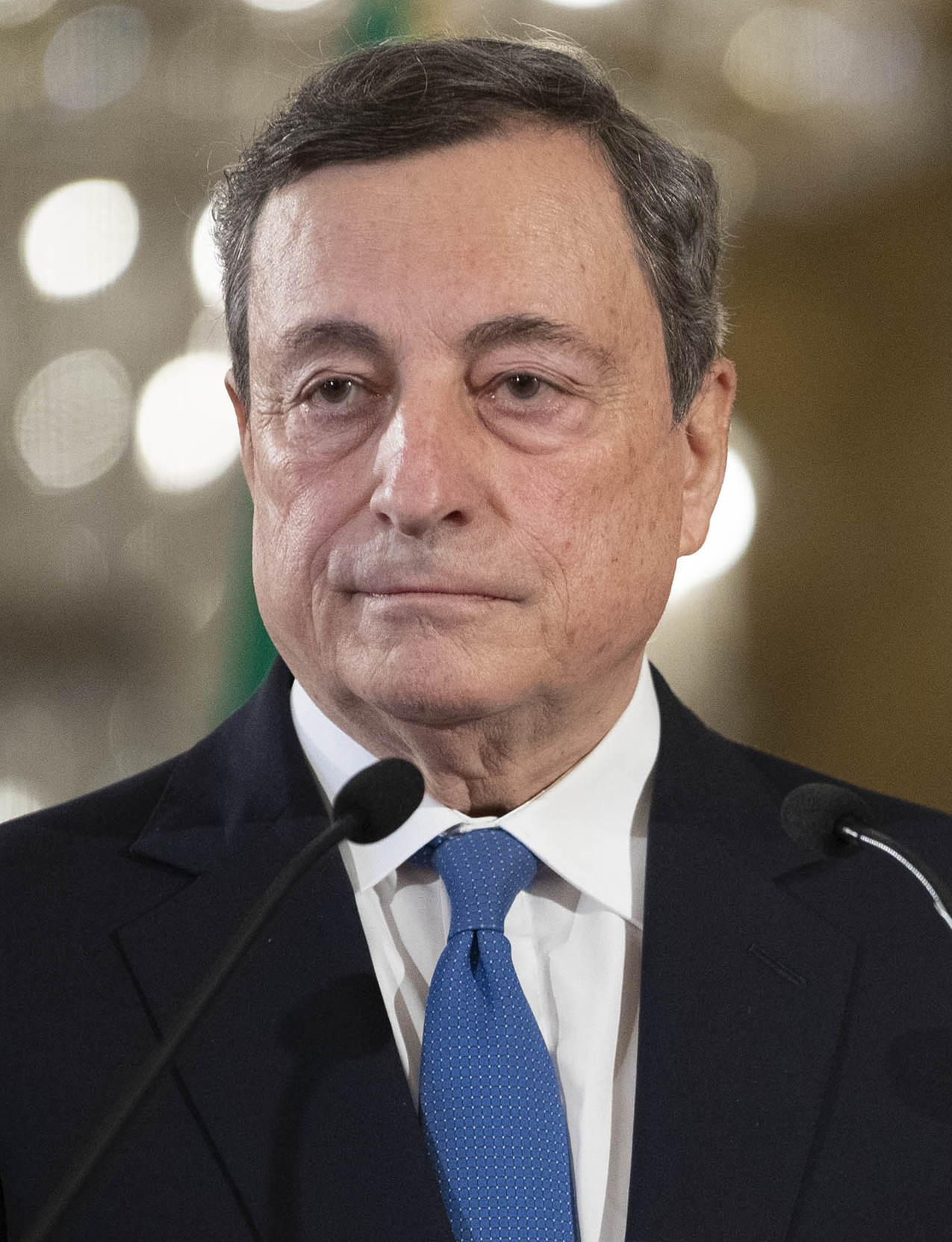
ITA Mario Draghi, Presidente del Consiglio
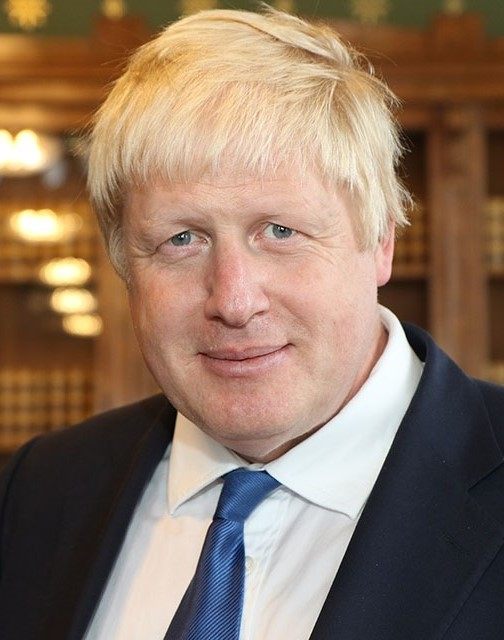
GBR Boris Johnson, Primo ministro
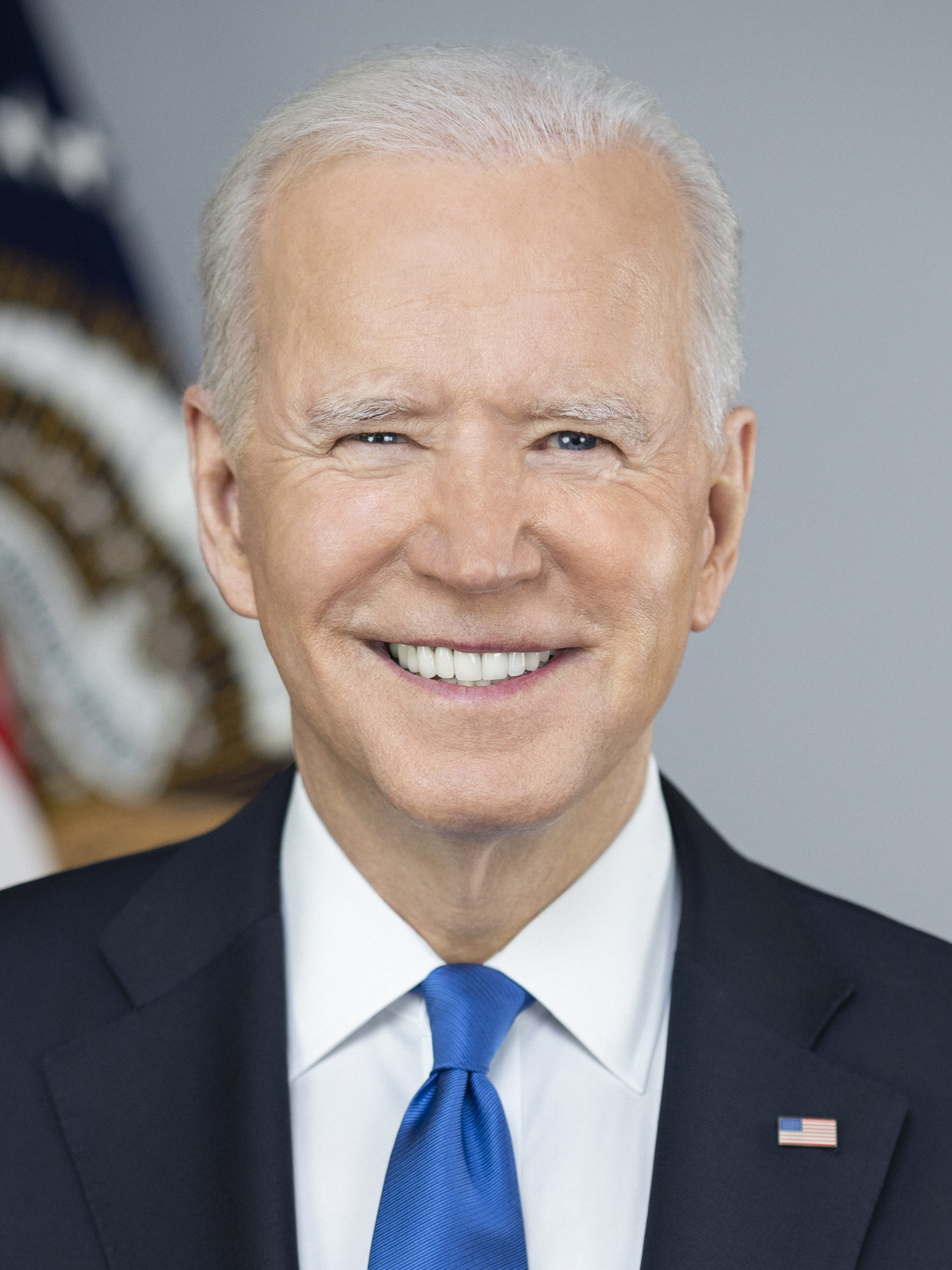
USA Joe Biden, Presidente
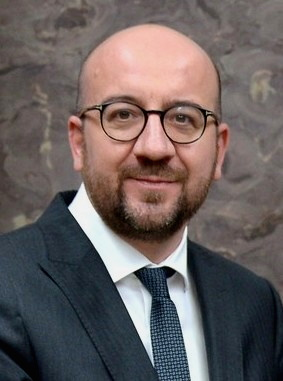
' Charles Michel, Presidente del Consiglio europeo
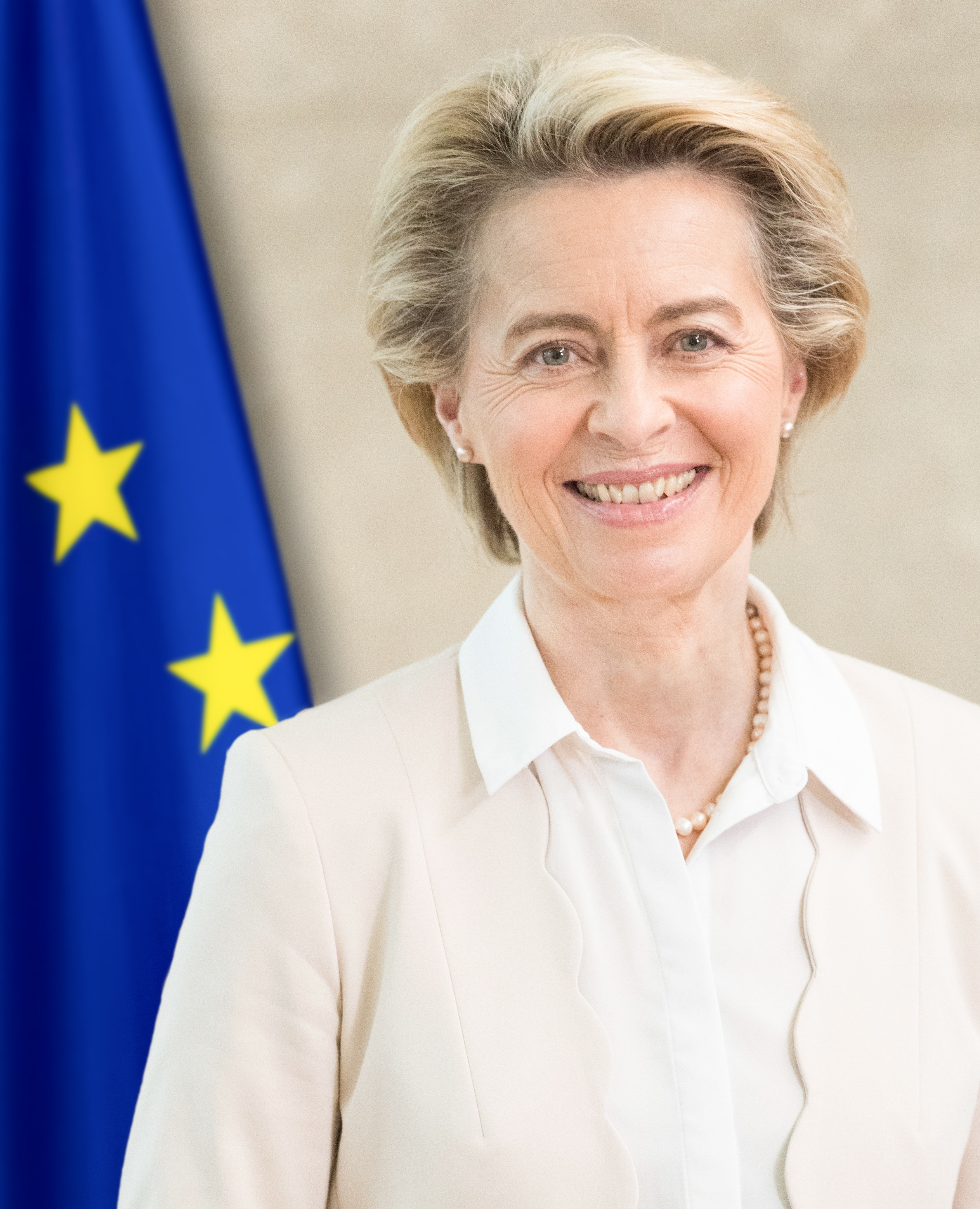
' Ursula von der Leyen, Presidente della Commissione

| I membri del G7 In grassetto lo Stato ospitante | Rappresentato da     | Titolo                               | Vertici precedenti           |
| ----------------------------------------------- | -------------------- | ------------------------------------ | ---------------------------- |
| Germania                                        | Olaf Scholz          | Cancelliere                          | Prima partecipazione         |
| Canada                                          | Justin Trudeau       | Primo ministro                       | 2021, 2019, 2018, 2017, 2016 |
| Francia                                         | Emmanuel Macron      | Presidente                           | 2021, 2019, 2018, 2017       |
| Giappone                                        | Fumio Kishida        | Primo ministro                       | Prima partecipazione         |
| Italia                                          | Mario Draghi         | Presidente del Consiglio             | 2021                         |
| Regno Unito                                     | Boris Johnson        | Primo ministro                       | 2021, 2019                   |
| Stati Uniti                                     | Joe Biden            | Presidente                           | 2021                         |
| Unione europea                                  | Ursula von der Leyen | Presidente della Commissione europea | 2021                         |
| Unione europea                                  | Charles Michel       | Presidente del Consiglio europeo     | 2021                         |

- Germania
 Olaf Scholz,
Cancelliere
- Canada
Justin Trudeau,
Primo ministro
- Francia
Emmanuel Macron, 
Presidente
- Giappone
Fumio Kishida, 
Primo ministro
- Italia
Mario Draghi,
Presidente del Consiglio
- Regno Unito
Boris Johnson, 
Primo ministro
- Stati Uniti
Joe Biden,
Presidente
- Unione europea
Charles Michel,
 Presidente del Consiglio europeo
- Unione europea
Ursula von der Leyen, Presidente della Commissione

## Leader invitati

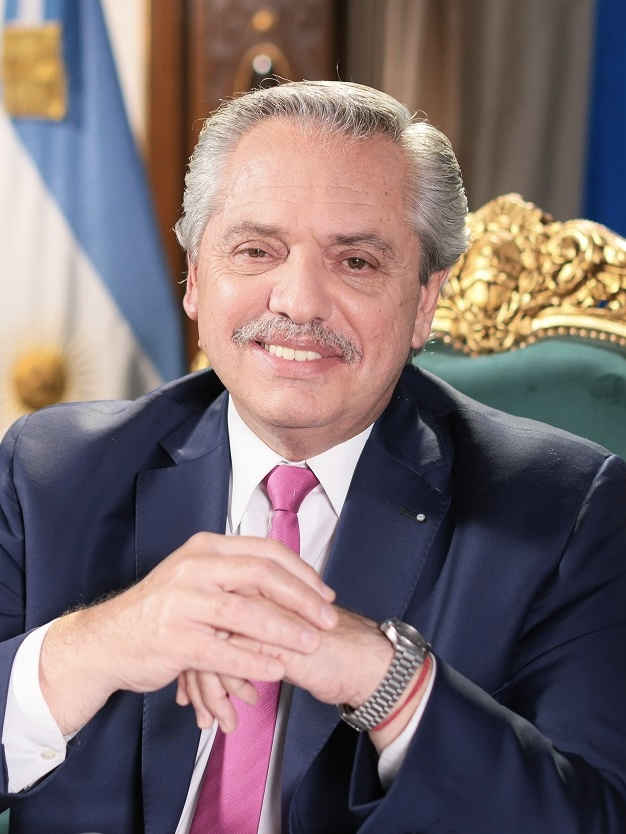
ARG Alberto Fernández, Presidente
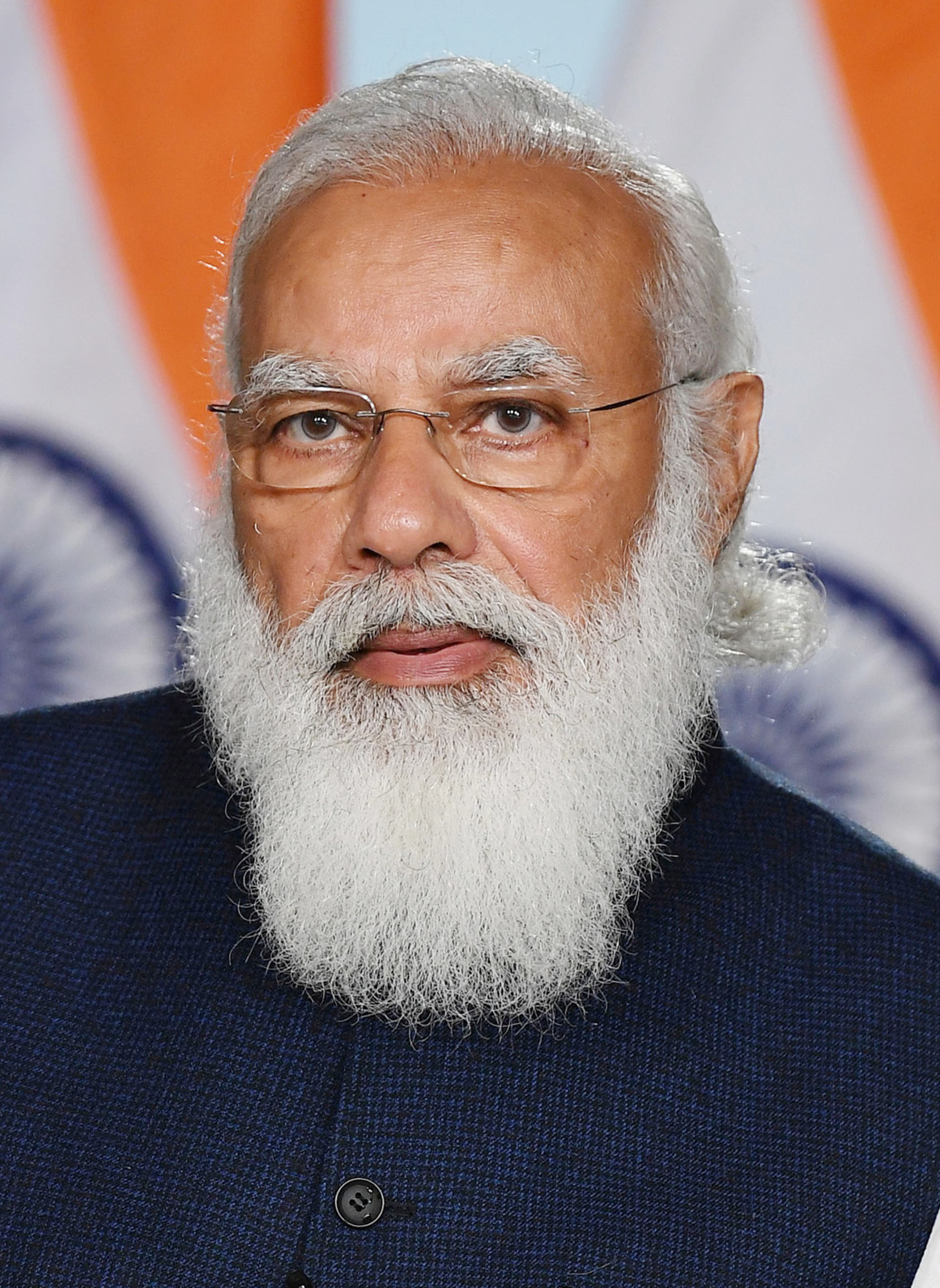
IND Narendra Modi, Primo ministro
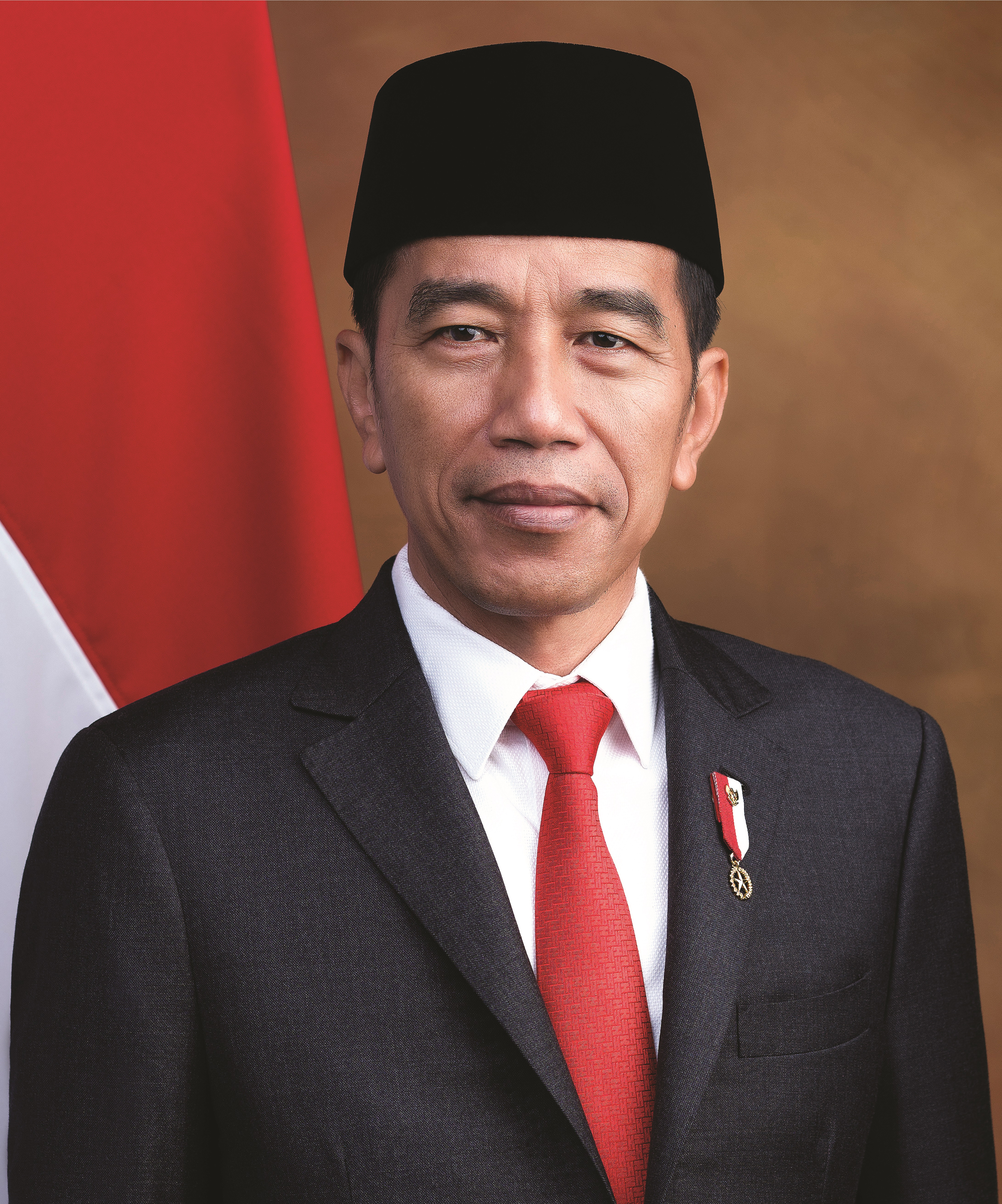
IDN Joko Widodo, Presidente
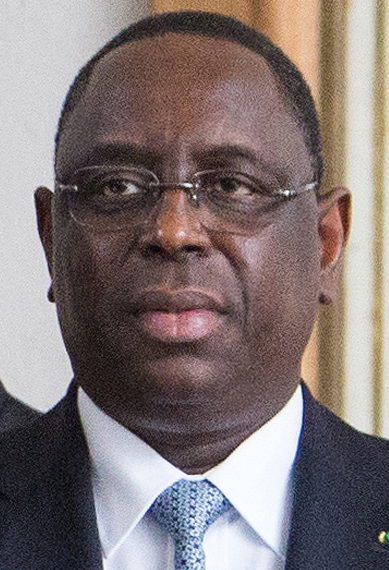
SEN Macky Sall, Presidente
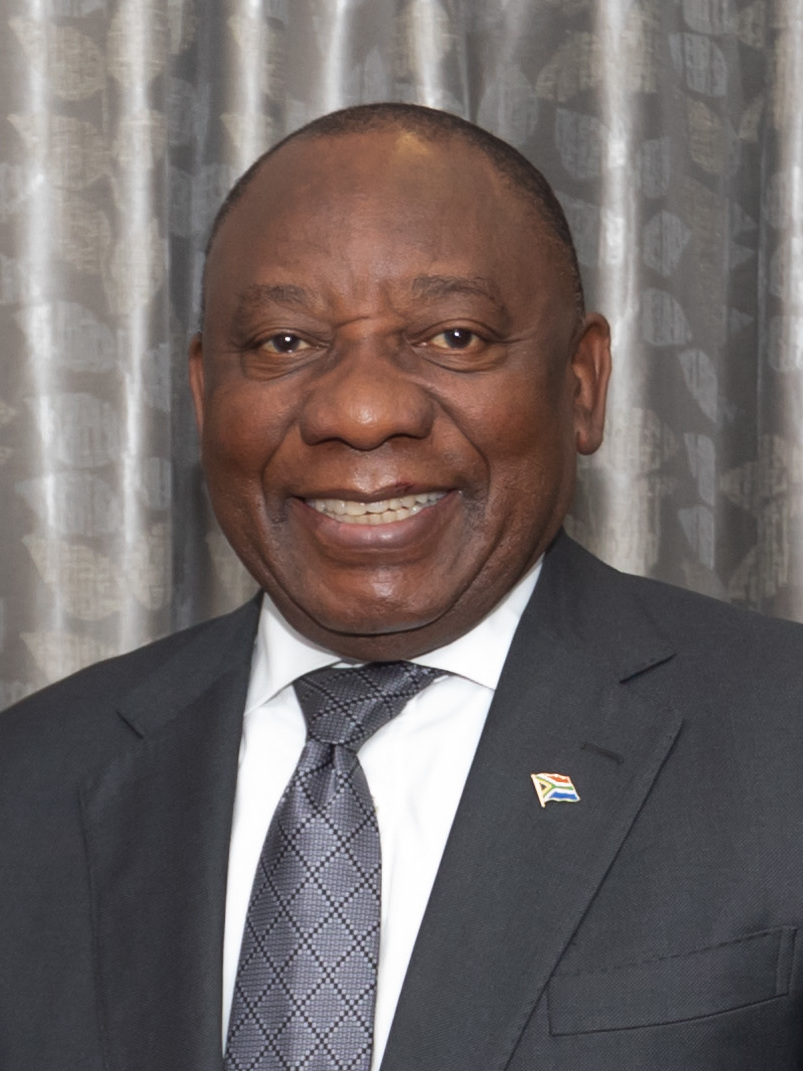
ZAF Cyril Ramaphosa, Presidente

- Argentina
Alberto Fernández,
Presidente
- India
Narendra Modi, 
Primo ministro
- Indonesia
Joko Widodo,
 Presidente
- Senegal
Macky Sall,
 Presidente
- Sudafrica
Cyril Ramaphosa,
 Presidente

## Agenda dei lavori

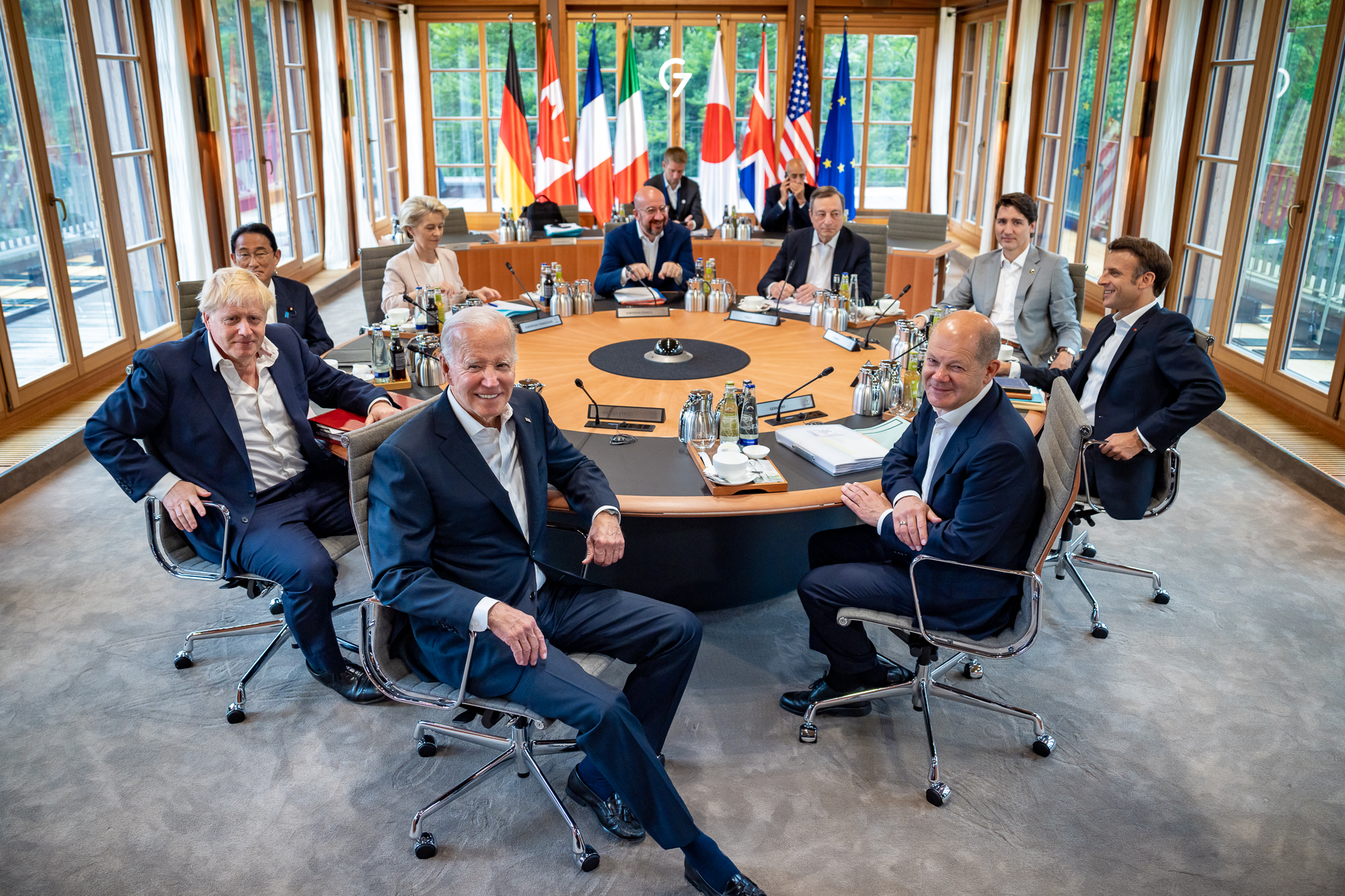
Vertice del G7, 28 giugno 2022

I punti all'ordine del giorno nei tre giorni del G7 2022:
26 giugno 2022
- Economia globale.
- Alleanze per infrastrutture e investimenti.
- Politica estera e di sicurezza.

27 giugno 2022
- Vertice, in videoconferenza, con il presidente ucraino Volodymyr Zelens'kyj: dichiarazione di appoggio all'Ucraina.[4][5][6]
- «Investire in un futuro migliore» su clima, energia e salute con i paesi partner del G7 e le organizzazioni internazionali: il primo ministro Boris Johnson ha annunciato che il Regno Unito verserà 25 milioni di sterline in un nuovo fondo per garantire che il mondo sia meglio preparato a sconfiggere future pandemie.[7] È stato pubblicato il riepilogo del presidente del G7 2022 sull'accelerazione di una transizione pulita ed equa verso la neutralità climatica e la dichiarazione a sostegno delle collaborazioni come Just Energy Transition Partnership (JETP).[8]
- Sicurezza alimentare mondiale, uguaglianza di genere con i paesi partner del G7 e le organizzazioni internazionali con gli ospiti di sensibilizzazione: il Giappone ha predisposto un piano per fornire circa 200 milioni di dollari per aiutare ad affrontare una crisi alimentare globale nel mezzo dell'invasione russa in Ucraina.[9]

Al termine dei lavori è stata emessa una dichiarazione sulla sicurezza alimentare mondiale.
28 giugno 2022
- Ordine multilaterale e digitale.
- Preparazione per il vertice di Bali del G20 del 2022.

Al termine del vertice del G7 è stato emesso il "Comunicato dei leader".

## Pubblicazioni
- (EN) G7 Leaders’ Communiqué, Elmau, G7 Germany 2022, 28 giugno 2022.
- (EN) 2022 Resilient Democracies Statement, Elmau, G7 Germany 2022, 27 giugno 2022.
- (EN) G7 Statement on Support for Ukraine, Elmau, G7 Germany 2022, 27 giugno 2022.
- (EN) G7 Statement on Global Food Security, Elmau, G7 Germany 2022, 28 giugno 2022.
- (EN) G7 Statement on Climate Club, Elmau, G7 Germany 2022, 28 giugno 2022.